# 田仁会
田仁会（602年—679年），唐朝官员，雍州长安县（今陕西省西安市）人。祖父田轨，隋朝幽州刺史、信都郡公。父亲田弘，陵州刺史，袭信都郡公。
田仁会在武德初年应制举，历任左卫兵曹、左武候中郎将。贞观十八年（644年），唐太宗征高句丽，薛延陀数万骑抄掠黄河以南，太宗令田仁会和执失思力率兵击破，逐北数百里，薛延陀可汗脱身而走。唐太宗降玺书慰劳其功。
永徽二年（651年），担任平州刺史，劝学务农，被称为善政。转任郢州刺史，天旱，田仁会曝晒祈雨，终获甘霖。其年大熟，百姓歌颂他：“父母育我田使君，精诚为人上天闻。田中致雨山出云，仓廪既实礼义申。但愿常在不患贫。”担任胜州都督。胜州界有山贼劫夺行李，田仁会发骑兵捕杀。从此外户不闭，盗贼绝迹。入朝为太府少卿。
麟德二年（665年），转任右金吾卫将军，所得禄俸有余，交纳给公家，时人讥讽他邀名。田仁会自宫城至街道昼夜巡警，京城贵贱都很敬畏他。有女巫蔡氏，以鬼道惑众，自称能让死者复生，长安市里以为神明，田仁会调查出她是妄言，奏请流放边疆。唐高宗说：“若死者不活，便是妖妄；若死者得生，更是罪过。”依从田仁会所奏。
田仁会任武候将军时与御史张仁祎有隙，诬陷张仁祎有罪。高宗因此当廷讯问张仁祎，张仁祎因懦弱害怕皇帝，语无伦次，但尚书省右司郎中韦思谦说：“我和张仁祎共事有些日子了，知道事情的缘由。张仁祎怯懦，不能为自己辩护。如果田仁会眩惑陛下，弹劾张仁祎犯了非常之罪，那说明我没有对陛下尽职。请让我对质。”随后他很流利地为张仁祎辩护，打动了高宗。
总章二年（669年）转任太常卿，咸亨初年转任右卫将军，年老致仕。仪凤四年去世，年七十八岁，谥号威。神龙年间，因为儿子田归道的缘故赠户部尚书。

## 延伸阅读
[在维基数据编辑]
 《舊唐書·卷185上》，出自刘昫《舊唐書》